# Медведкин, Валентин Михайлович
Валентин Михайлович Медведкин (4 сентября 1925 года — 2 июля 2005) — старший сержант, командир орудия 130-го отдельного истребительно-противотанкового дивизиона 229-й стрелковой дивизии 21-й армии 1-го Украинского фронта, полный кавалер Ордена Славы (1951).

## Биография
Родился 26 января 1924 года в селе Хилково ныне Торбеевского района Мордовии в семье рабочего.
В 1942 году был призван в РККА, на фронтах Великой Отечественной войны находился с марта 1943 года.
1 августа 1944 года сержант Медведкин, будучи наводчиком орудия 130-го отдельного истребительно-противотанкового дивизиона 229-й стрелковой дивизии 54-й армии 3-го Прибалтийского фронта сержант Медведкин вместе с другими номерами расчёта в ходе наступления западнее Пскова вывел из строя 8 пулемётов, 4 противотанковые пушки, 2 миномёта и до 20 солдат противника, в ходе боя был ранен. Всего при освобождении Псковщины расчётом Медведкина было уничтожено 16 пулемётов, 5 орудий и более взвода пехоты противника. Приказом войскам 229-й стрелковой дивизии от 6 августа 1944 года награждён орденом Славы 3-й степени.
10 февраля 1945 года, будучи командиром орудия того же дивизиона и дивизии 21-й армии 1-го Украинского фронта старший сержант Медведкин, при отражении контратаки противника в населенном пункте Шварденгруд (Германия) вместе с бойцами расчёта поразил 2 танка, 75-мм орудие и много солдат противника. Приказом по войскам 21-й армии от 5 апреля 1945 года награждён орденом Славы 2-й степени.
В период с 15 по 31 марта 1945 года прямой наводкой подбил 4 полевых орудия и 3 пулемёта, при отражении контратак пехоты уничтожил до взвода вражеских солдат. При взятии города Нейсе (ныне Ныса, Польша) разбил 4 пулемётных гнезда противника, был ранен в одном из боёв был ранен, но продолжал командовать расчётом. Приказом по войскам 21-й армии от 27 апреля 1945 года старший сержант Медведкин повторно награждён орденом Славы 2-й степени, указом Президиума Верховного Совета СССР от 20 декабря 1951 года перенаграждён орденом Славы 1 степени и стал полным кавалером ордена Славы.
В 1947 году после демобилизации работал на Первомайском тормозном заводе, проживал в городе Первомайск Нижегородской области.
Умер 2 июля 2005 года.